# Bailey Wright
Bailey Colin Wright (Melbourne, 1992. július 28. –) ausztrál válogatott labdarúgó, a Rotherham United játékosa kölcsönben a Sunderland csapatától.

## Statisztika

### A válogatottban
| Válogatott | Év       | Pályára lépés | Gól |
| ---------- | -------- | ------------- | --- |
| Ausztrália | 2014     | 1             | 1   |
| Ausztrália | 2015     | 7             | 0   |
| Ausztrália | 2016     | 4             | 0   |
| Ausztrália | 2017     | 9             | 0   |
| Ausztrália | 2018     | 1             | 0   |
| Ausztrália | 2019     | 2             | 0   |
| Ausztrália | 2022     | 4             | 1   |
| Ausztrália | 2023     | 1             | 0   |
| Összesen   | Összesen | 29            | 2   |

#### Góljai a válogatottban
| # | Időpont             | Helyszín                            | Ellenfél     | Gólok | Eredmény | Kiírás              |
| - | ------------------- | ----------------------------------- | ------------ | ----- | -------- | ------------------- |
| 1 | 2014. szeptember 8. | Craven Cottage, London, Anglia      | Szaúd-Arábia | 3–1   | 3–2      | Barátságos mérkőzés |
| 2 | 2022. június 1.     | El-Dzsanúb Stadion, Al-Vakra, Katar | Jordánia     | 1–1   | 2–1      | Barátságos mérkőzés |

## Sikerei, díjai
- Sunderland
  - EFL Trophy: 2020–21